# Carlota Corredera
Elisa Carlota Corredera Llauger (Vigo, 21 de julio de 1974), más conocida como Carlota Corredera, es una presentadora, directora, colaboradora de televisión y periodista española, conocida por haber dirigido varios programas de Telecinco

## Biografía
Se licenció en periodismo en la Universidad de Santiago de Compostela en 1997; a partir de ese momento, estuvo ligada al periódico La voz de Galicia. Su andadura televisiva comenzó en Antena 3, cadena en la que llegó a ser subdirectora del espacio Sabor a ti, de Ana Rosa Quintana, en 2003.
Después, pasó a Telecinco para dirigir programas como TNT, El laberinto de la memoria y Hormigas blancas. En 2009 le dieron la oportunidad de dirigir Sálvame y Sálvame Deluxe. En este último estuvo hasta 2013.
En 2013 se unió como colaboradora de Abre los ojos y mira  y en 2014 comenzó a ser presentadora sustituta de Sálvame. En el verano de ese mismo año, fue colaboradora en Hable con ellas y presentó el docurreality Las Campos. A finales de 2016 se anunció su fichaje como nueva presentadora de Cámbiame a partir del 9 de enero de 2017.
El 18 de mayo de 2017 salió a la venta su primer libro llamado «Tú también puedes: Cómo conseguí perder 60 kilos y ganar salud». Sacó su segundo libro llamado «Hablemos de nosotras» a finales de 2019.
En 2021, comenzó a presentar el debate de la serie documental Rocío, contar la verdad para seguir viva.
En marzo de 2022, abandonó  Sálvame para trabajar en un nuevo proyecto de la misma productora.
A finales de 2022, comenzó a presentar un formato de prime time llamado ¿Quién es mi padre?, aunque después de cinco entregas, Telecinco decidió cancelar el programa.
En enero de 2023, presentó Mediafest Night Fever, también en el prime time de Telecinco.
En junio de 2023, se hizo público su cese laboral con Mediaset España y Telecinco. Ese mismo mes, puso en marcha su nuevo videopodcast Superlativass en Spotify y Youtube.
Entre marzo y junio de 2025 presentó el programa Tentáculos en las tardes de Ten y Entre mayo y junio comenzó a ser colaboradora habitual de La familia de la tele en las tardes de La 1. En septiembre, regresó a Ten para presentar los viernes por la tarde No somos nadie.

## Televisión

### Programas de televisión

#### Como directora
| Año         | Programa                   | Canal     | Notas        |
| ----------- | -------------------------- | --------- | ------------ |
| 2003 – 2004 | Sabor a ti                 | Antena 3  | Subdirectora |
| 2004 – 2007 | TNT                        | Telecinco | Directora    |
| 2007 – 2009 | El laberinto de la memoria | Telecinco | Directora    |
| 2009 – 2011 | Hormigas blancas           | Telecinco | Directora    |
| 2009 – 2014 | Sálvame                    | Telecinco | Directora    |
| 2010 – 2014 | Sálvame Deluxe             | Telecinco | Directora    |

#### Como presentadora
| Año             | Programa                                 | Canal     | Notas                  |
| --------------- | ---------------------------------------- | --------- | ---------------------- |
| 2014 – 2022     | Sálvame                                  | Telecinco | Presentadora           |
| 2016            | Sálvame Snow Week                        | Telecinco | Presentadora           |
| 2016 – 2018     | Las Campos                               | Telecinco | Presentadora           |
| 2017            | Cámbiame VIP                             | Telecinco | Presentadora           |
| 2017            | Cámbiame Challenge                       | Telecinco | Presentadora           |
| 2017 – 2018     | Cámbiame                                 | Telecinco | Presentadora           |
| 2019            | Sálvame Okupa                            | Telecinco | Presentadora           |
| 2020            | La última cena                           | Telecinco | Presentadora sustituta |
| 2020            | Hormigas blancas                         | Telecinco | Presentadora           |
| 2020            | ¡Quiero dinero!                          | Telecinco | Presentadora           |
| 2021            | Rocío, contar la verdad para seguir viva | Telecinco | Presentadora           |
| 2022            | ¿Quién es mi padre?                      | Telecinco | Presentadora           |
| 2023            | Mediafest Night Fever                    | Telecinco | Presentadora           |
| 2025            | Tentáculos                               | Ten       | Presentadora           |
| 2025            | La familia de la tele                    | La 1      | Presentadora sustituta |
| 2025 – presente | No somos nadie                           | Ten       | Presentadora           |

#### Como colaboradora
| Año         | Programa                     | Canal       | Notas                  |
| ----------- | ---------------------------- | ----------- | ---------------------- |
| 2013 – 2014 | Abre los ojos y mira         | Telecinco   | Colaboradora           |
| 2016        | Hable con ellas              | Telecinco   | Colaboradora           |
| 2016 – 2017 | Sálvame                      | Telecinco   | Colaboradora           |
| 2017        | Sábado Deluxe                | Telecinco   | Colaboradora           |
| 2022        | Montealto: Regreso a la casa | Telecinco   | Colaboradora           |
| 2025        | 59 segundos                  | La 1 y La 2 | Colaboradora           |
| 2025        | Mañaneros                    | La 1        | Colaboradora ocasional |
| 2025        | La familia de la tele        | La 1        | Colaboradora           |

#### Como concursante
| Año         | Programa                            | Canal     | Notas                  |
| ----------- | ----------------------------------- | --------- | ---------------------- |
| 2017        | Pasapalabra                         | Telecinco | Concursante            |
| 2018        | El concurso del año                 | Cuatro    | Concursante            |
| 2020        | Adivina qué hago esta noche         | Cuatro    | Concursante            |
| 2020        | Qarenta                             | Be Mad    | Concursante            |
| 2020 – 2021 | La última cena: Especial Nochevieja | Telecinco | Concursante - Ganadora |

#### Como invitada
| Año                            | Programa | Canal     | Notas    |
| ------------------------------ | -------- | --------- | -------- |
| 2015 – 2017; 2019; 2021 – 2022 | Deluxe   | Telecinco | Invitada |
| 2022                           | Sálvame  | Telecinco | Invitada |
| 2022                           | Fiesta   | Telecinco | Invitada |

### Series de televisión
| Año  | Serie              | Canal | Personaje           | Notas      |
| ---- | ------------------ | ----- | ------------------- | ---------- |
| 2019 | Una vida de mierda | Mtmad | Directora del banco | 1 episodio |

## Radio y podcast

### Como presentadora
| Año         | Programa     | Canal             | Notas        |
| ----------- | ------------ | ----------------- | ------------ |
| 2023 – 2024 | Superlativas | YouTube y Spotify | Presentadora |

### Como colaboradora
| Año             | Programa          | Canal | Notas        |
| --------------- | ----------------- | ----- | ------------ |
| 2023 – presente | Las tardes de RNE | RNE   | Colaboradora |

## Vida personal
Carlota se casó el 15 de junio de 2013 con Carlos de la Maza, cámara del programa Sálvame. El 22 de junio de 2015 dio a luz a su única hija, Alba. En octubre de 2024, anunciaron su divorcio tras 11 años de matrimonio.

## Libros
- Tú también puedes (Memorias, Ed. Grijalbo, 2017) ISBN 9788416895144.
- Hablemos de nosotras (Reflexiones, Ed. Grijalbo, 2019) ISBN 9788417752019.[17]

## Premios
- Galardonada con el título de Viguesa distinguida en 2020.[18]
- Premio de comunicación y creación de los Premios Alcazaba 2021 por su labor como presentadora.[19]
- Premio Chicote a la mejor comunicadora femenina.[20]
- Premio Meninas 2021,  otorgado por la Delegación del Gobierno de la Comunidad de Madrid  por su “compromiso en defensa de la igualdad y contra la violencia machista”.[21]
- Premio Paloma de Plata XXI.[22]